# Borys (nazwisko)
Borys (forma żeńska: Borys/Borysowa/Borysówna; liczba mnoga: Borysowie) – polskie nazwisko. Na początku lat 90. XX wieku w Polsce nosiło je 5111 osób.
Osoby o tym nazwisku:
- Adam Borys – dowódca batalionu Parasol, cichociemny
- Andrzej Borys – fotografik
- Andżelika Borys – działaczka polonijna na Białorusi
- Franciszek Teofil Borys – śląski pisarz
- Grażyna Borys – profesor ekonomii
- Karol Borys – piłkarz
- Monika Borys – polska piosenkarka, aktorka, oraz modelka
- Olga Borys – aktorka polska
- Paweł Borys – ekonomista i menedżer
- Piotr Borys – polityk
- Stan Borys – polski wokalista, kompozytor, aktor i poeta, właściwie Stanisław Guzek